# Nec videar dum sim
Nec videar dum sim è una locuzione latina comunemente tradotta in italiano con i motti "Non per apparire ma per essere" oppure "Nulla per apparire, tutto per essere".

## Utilizzo
La frase è stata adottata dal 5º Reggimento alpini come motto per indicare l'atteggiamento di un reparto che non ama far parlare di sé, ma che è sempre pronto ad assolvere le missioni ad esso assegnate.
La frase fu adottata come motto dal reggimento negli anni '30, sostituendo così il motto, adottato nel 1917, "A noi le porte delle Alpi".